# Dezső Novák
Dezső Novák (en hongarès: Novák Dezső) (Ják, Hongria, 3 de febrer de 1939 - Budapest, 26 de febrer de 2014) fou un futbolista hongarès, guardonat amb tres medalles olímpiques. El 2004 va rebre l'Orde del Mèrit d'Hongria.

## Carrera esportiva
Al llarg de la seva carrera ha jugat en diferents clubs de futbol, destacant el Ferencvárosi Torna Club, en el qual milità entre 1961 i 1972. Amb la selecció de futbol d'Hongria aconseguí el tercer lloc en el Campionat d'Europa de futbol 1964 realitzats a Espanya, i va participar en tres Jocs Olímpics aconseguint guanyar la medalla de bronze en els Jocs Olímpics d'Estiu de 1960 realitzats a Roma (Itàlia) i sengles medalles d'or en els Jocs Olímpics d'Estiu de 1964 realitzats a Tòquio (Japó) i els Jocs Olímpics d'Estiu de 1968 celebrats a Ciutat de Mèxic (Mèxic).
Posteriorment va esdevenir entrenador, entre altres clubs entrenà el Ferencvárosi.